# Niederdorf (Bâle-Campagne)
Pour les articles homonymes, voir Niederdorf.
Niederdorf est une commune suisse du canton de Bâle-Campagne, située dans le district de Waldenburg.

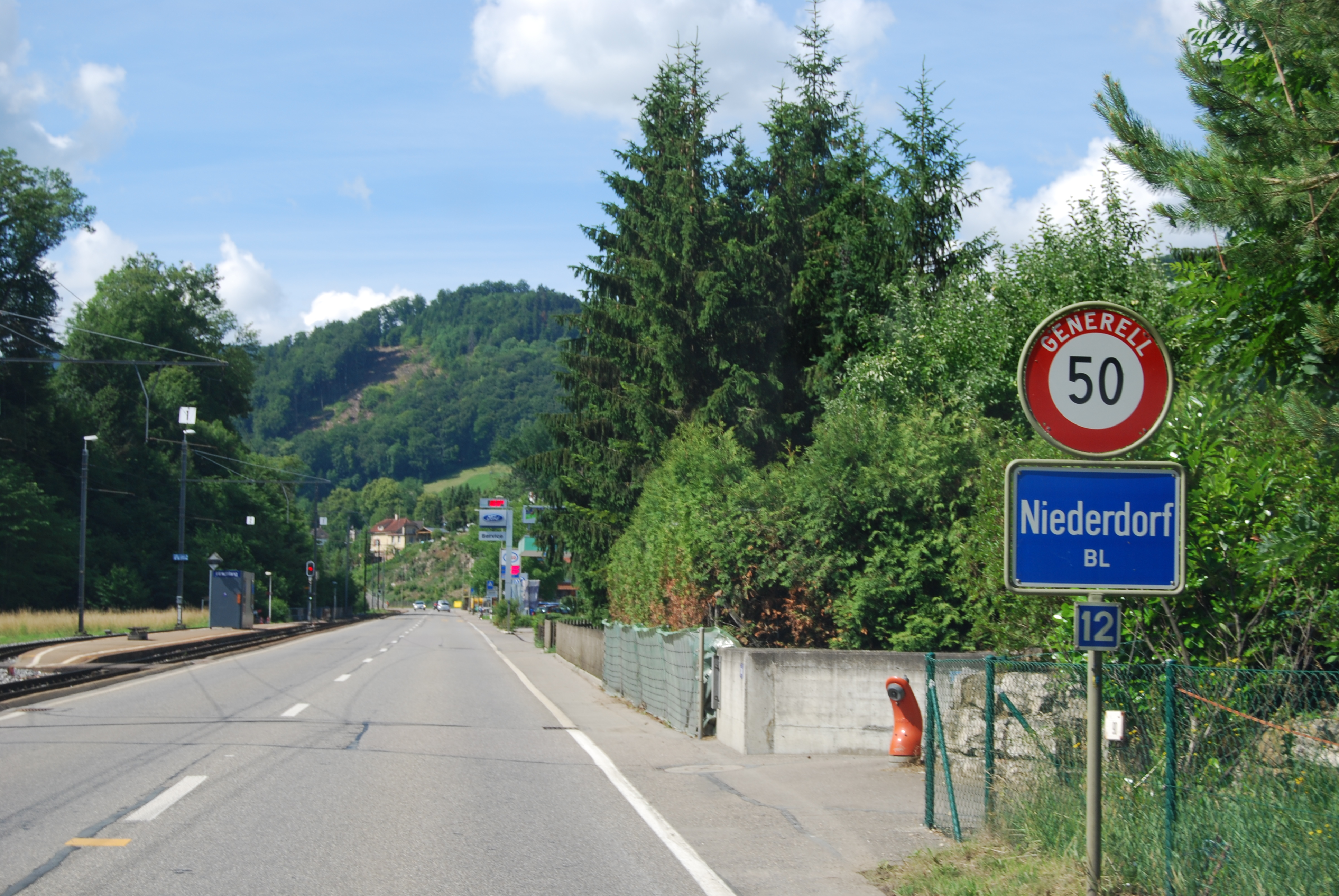
Niederdorf.

Vue aérienne (1953)